# Morbach
Morbach är en kommun och ort i Landkreis Bernkastel-Wittlich i förbundslandet Rheinland-Pfalz, Tyskland. Kommunen har cirka 11 000 invånare (2018).